# Final Drive: Nitro
Final Drive: Nitro es un videojuego de carreras desarrollado y publicado por WildTangent para Windows. Fue lanzado el 29 de septiembre de 2004.

## Jugabilidad
El juego ofrece una variedad de modos para mantener a los jugadores enganchados, incluyendo Campeonato, Carrera individual y Eliminatoria. Cada modo tiene sus propios desafíos y objetivos, ofreciendo a los jugadores diversas experiencias de juego. Además, los jugadores pueden personalizar sus coches con diversas mejoras, desde motores hasta frenos, para mejorar su rendimiento en las pistas.